# 中国人民政治协商会议会徽
中国人民政治协商会议会徽是中国人民政治协商会议的形象标志。

## 制式
中国人民政治协商会议会徽，最上方是一颗红五角星，中心图案为四面红旗和白色地球衬托的红色中国地图，周围是红色缎带连接的金黄色麦穗（嘉禾）和瓦蓝色齿轮。政协会徽体现了“无产阶级领导的、以工农联盟为基础的各民主阶层大团结”的精神。设计者对图案的原说明为：“一、红星表示无产阶级领导；二、齿轮、嘉禾表示工农联盟为基础；三、四面红旗表示四个阶级（即：工人阶级、农民阶级、小资产阶级、民族资产阶级）的大联合；四、地图表示新中国，背景光芒四射。”红星下的“1949”四个阿拉伯数字表示中国人民政治协商会议诞生的年号；缎带上“中国人民政治协商会议”10个金色仿宋字标明了人民政协的全名。

## 歷史

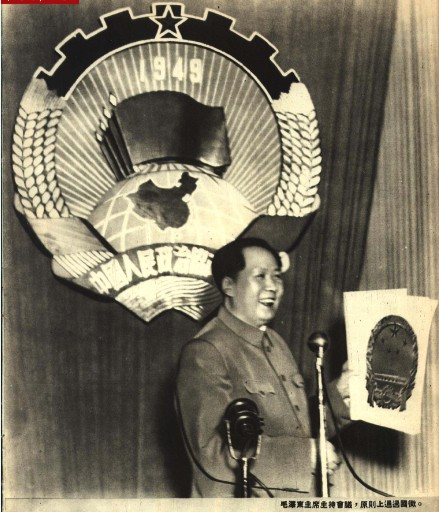
1950年全国政协第二次会议，毛泽东在政協會徽前展示中华人民共和国国徽

1949年7月，新政治协商会议筹备会秘书长办公室第五次工作会议决定，制定中国人民政治协商会议会徽（简称政协会徽）。最后从众多设计图案中选定张仃、周令钊设计的图案，经周恩来批示交新政协筹备会常务委员们传阅，并于1949年7月由新政协筹备会制定通过。经新政协筹备会常委会主任毛泽东批准，在1949年9月21日开幕的中国人民政治协商会议第一届全体会议上首次正式使用。
政協會徽長期無硬性規定，圖樣及顏色也有所變化。1963年末，《人民日報》轉述讀者說法，該讀者認為政協會徽中地圖和彼時中國地圖不一致；此後，政協祕書處邀請國家測繪總局和地圖出版社提出新圖樣来重新制定会徽，並于1965年8月通令全國各级委员会以此為準。1981年1月，全国政协办公厅印发《中国人民政治协商会议全国委员会关于县级以上各级地方委员会悬挂会徽、牌子和印章尺度的规定》，再次确定了会徽及其复制图样。2011年12月，全国政协办公厅印发了《关于规范中国人民政治协商会议会徽使用样式的通知》，并随通知印发了《政协会徽图样》，此次印发的《政协会徽图样》第一次明确会徽的具体色值。2017年，按照全国政协办公厅的安排，中央美术学院教师杭海承担了政协会徽的艺术提升和应用规范设计工作，修改會徽期間參考了周令钊的意見。2018年6月，全国政协办公厅印发了政协会徽制作和使用规定，其附件《会徽制作规范》明确了会徽图案的颜色、表现形式、单色使用、特殊工艺印刷，首次提出会徽的立体制作的技术标准。

## 章程规定
2018年3月15日，中国人民政治协商会议第十三届全国委员会第一次会议通过《中国人民政治协商会议章程修正案》，修正后的《中国人民政治协商会议章程》增加了第六章“会徽”：

第六章 会徽
第六十一条 中国人民政治协商会议会徽为一颗五角星、齿轮和麦穗、四面红旗和缎带、中国地图和地球、“1949”和“中国人民政治协商会议”组成的图案。
第六十二条 中国人民政治协商会议会徽中，一颗五角星表示中国共产党领导；齿轮和麦穗表示以工农联盟为基础；四面红旗和缎带表示各党派、各团体、各民族、各阶层的大团结大联合；中国地图和地球表示全国人民包括香港特别行政区同胞、澳门特别行政区同胞、台湾同胞和海外侨胞的团结；“1949”和“中国人民政治协商会议”分别为诞生时间、名称。

第六十三条 中国人民政治协商会议各参加单位和个人都要维护会徽的尊严。要按照规定制作和使用会徽。